# Логор Хелмно
Логор смрти Хелмно (пољ. Chełmno) је био нацистички логор смрти који се налазио 70 километара од Лођа, близу сеоцета Хелмно над Нерем (пољ. Chełmno nad Nerem). Ово је био део Пољске који је Немачка анектирала као Рајхсгау Вартхеланд 1939. године. То је био први логор смрти, отворен 1941, за убијање Јевреја из Лођског гета и Вартхегауа.
Најмање 153.000 људи је убијено у логору, углавном Пољака, Јевреја из Лођског гета и околине, као и Рома из Великопољске као и одређени број мађарских Јевреја, Чеха, и совјетских ратних заробљеника.

## Архитектура
Центар за убијање се састојао од некоришћене куће и сеоског имања у градићу Хелмно и велике шумске чистине око 4 km северозападно од Хелмна, источно од пута за Коло поред села Ржучов (пољ. Rzuchów) на северу. Ова места су звана Schlosslager (логор на имању) и Waldlager (логор у шуми). У оквиру имања се налазила велика кућа у којој су се налазиле канцеларије за пријем, укључујући собе за свлачење и преузимање вредних ствари. СС, полицијско особље и стражари су били смештени другде у градићу. Логор се састојао од три дела: административна секција, бараке и складишта за опљачкана добра, и место за закопавање и кремацију.

## Рад логора
Логор смрти је радио од 7. децембра 1941, до априла 1943. када је затворен, а главна кућа је дигнута у ваздух. Поново је успостављен и затворен током 1944. Специјални СС зондеркомандо, Sonderkommando Kulmhof је убијао људе издувним гасовима, а затим их спаљивао. Коришћена су три камиона за убијање гасом (угљен-моноксидом) - душегупке.

## Командна структура
СС и полиција су извршавали операције убијања у Хелмну под командом вишег СС и полицијског шефа за округ Вартхеланд, СС генерала Вилхелма Копеа. Копе је поверио вођење специјалног одреда у Хелмну капетану СС, Херберту Лангеу из Команде безбедносне полиције и СД у Познању. Лангеа је у априлу 1942. заменио капетан СС, Ханс Ботман. Ланге и неки од других официра су већ имали искуства у масовном убијању јер су током 1940 учествовали у убиствима Пољака са хендикепима који су се налазили у болницама. Под вођством безбедносне полиције и официра СД, такозвани специјални одред (зондеркомандо) Ланге—касније назван Специјални СС одред Ботман—је био сачињен од припадника Гестапоа, криминалне полиције, и редарске полиције. Максимална величина одреда је била испод 100 људи, од којих је око 80 припадало редарској полицији.

## Почетак убијања
СС и полиција су започели операције убијања у Хелмну 8. децембра 1941. Први који су доведени у логор како би били убијени су били чланови јеврејске заједнице Кола. Они су сакупљени из гета 6. и 7. децембра, и смештени у тамошњу синагогу. 2.000 Јевреја из Кола је доведено камионима у Хелмно, и тамо усмрђено гасом.

## Процедура убијања
Током првих пет недеља, жртве су били Јевреји из околних области у округу Вартхеланд. СС и полиција су их транспортовали камионом из места где су живели до главне куће сеоског имања у Хелмну. Службеници СС, често обучени у беле мантиле, да оставе утисак да су лекари су објашњавали доведеним заробљеницима да ће бити одведени у Немачку на рад, али прво морају да се окупају и да им одећа буде дезинфикована. Понекад би их дочекао немачки официр обучен као мештанин са капом са перјем. Он би им се захвалио што су дошли и рекао да ће неки од њих одтати ту да раде. Тада би Јевреји ушли у кућу, а затим би били одведени у собу на првом спрату која је имала грејање, где би се свукли и предали уз признанице своје драгоцености пољском цивилу који је био запослен у специјалном одреду. СС и полиција би затим повели заробљенике у подрум где су морали да се спусте низ рампу у приколицу великог камиона који је могао да прими 50-70 људи. Када би напунили камион, врата су затварана и запечаћивана. Дежурни механичар би причврстио цев на ауспух камиона и укључио мотор, како би упумпао угљен-моноксид у простор у који су затвореници били натрпани, док не умру од гушења. Након што би жртве издахнуле, цев би била скинута са ауспуха и камион пун лешева би био одвезен у шумски логор, где су лешеви пребацивани у претходно припремљене масовне гробнице. Све који би још били живи би би полицајци и припадници СС упуцали.

## Убијање Јевреја из Лођског гета
Дана 16. јануара 1942, СС и полиција су започели депортације из Лођског гета. Јевреји су из Лођа возом превожени до Кола, 10 km северозападно од Хелмна. Тамо су пребацивани на воз уског колосека, који их је возио до станице Повијерције, на 5 km. Како су скупљања у Лођу обично почињала ујутро, жртве су стизале у касно поподне. Због тога су одвођене у један некоришћени млин у Завдки два километра од станице, где су проводили ноћ. Следећег јутра су камионима транспортовани у групама погодне величине за убијање од Завадке до главне зграде логора, где су увођени у процес убијања.
Крајем јула 1942, жртве су довођене директно у логор, и више нису проводиле ноћ у Повијерцију. До ове промене процедуре је дошло зато што је железничка веза Коло-Дабије поново пуштена у саобраћај након што је мост преко реке Ргилевке поправљен. Млин је и даље коришћен у случајевима када су транспорти каснили. Раздаљина од железничке станице у Хелмну до логора смрти је била тек око седамсто метара.

## Зондеркомандо
Неколико јеврејских заробљеника је изабрано из долазећих транспорта да формирају принудне радне одреде (зондеркомандо) од 50 до 60 људи који су били смештени у шумском логору. Они су уклањали лешеве из душегупки и закопавали их у масовним гробницама. Како су се гробнице брзо пуниле и смрад распадајућих лешева кренуо да се шири околином, укључујући околна села, СС и полиција су негде у пролеће 1942. наредили да се убудуће лешеви спаљују у пећницама на отвореном. Јевреји из овог посебног одреда су такође били одговорни за ексхумирање и спаљивање претходно закопаних лешева. Осим тога су слагали одећу жртава и чистили камионе. Још један мали одред од око 15 Јевреја је радио у главној кући, где су сортирали и паковали имовину жртава. Између осам и десет заробљеника који су били вешти у занатима су производили и поправљали потрепштине за специјални СС одред. Периодично су СС и полиција убијали чланове јеврејских специјалних одреда, и замењивали их радницима изабраним из нових транспорта.

## Депортације у Хелмно
СС и полиција су спроводили операције убијања у Хелмну од 8. децембра 1941. до марта 1943, а затим поново у кратком периоду у јуну-јулу 1944 у шумском кампу. Од почетка децембра 1941, до средине јануара 1942, СС и полиција су транспортовали Јевреје из околних села и градова; први транспорти су укључивали Јевреје из места Коло, Дабије, Сомполно, Кладова, Бабијак и Ковале Панскије.
Од средине јануара 1942, СС и полиција су натрпаним возовима транспортовали Јевреје из Лођског гета у Хелмно. Ови транспорти су укључивали Јевреје депортоване у Лођ из Немачке, Аустрије Бохемске и Моравске и Луксембурга. Током 1942 је настављено депортовање Јевреја из области округа Вартеланд. Међу осталим жртвама логора смрти Хелмно је било неколико стотина Пољака и совјетских ратних заробљеника. Многи од 5.000 Рома који су депортовани из Аустрије у Лођски гето 1941. године су били међу првим жртвама Хелмна.

## Уништење делова логора
Након што су побили скоро све Јевреје који су живели у округу Вартхеланд (изузев преосталих у Лођском гету), СС и полиција су прекинули транспорте у Хелмно у марту 1943. Чланови јеврејског специјалног одреда и запослени у логору су срушили глвну кућу и пећнице на отвореном у шумском кампу, а затим су и преостали Јевреји из специјалног одреда убијени.

## Наставак убијања
У јуну 1944, Немци су поново почели са депортацијама у Хелмно како би олакшали ликвидацију Лођског гета. Специјални СС одред Ботман се вратио у шумски логор и надгледао обновљене операције убијања. Након ноћи проведене у Хелмну, жртве су довожене у шумски камп, где су биле изграђене две пријемне колибе и две пећнице на отвореном. СС и полиција су чували заробљенике док су се они пресвлачили и предавали драгоцености. Затим су убијани или у душегупки или стрељани. Од средине јула 1944, преостали становници Лођског гета су депортовани у Аушвиц-Биркенау.

## Ексхумација и уништење тела убијених
Почетком септембра 1944, група јеврејских заробљеника, могуће доведених изван округа Вартхеланд је приморана да ексхумира и кремира преостале лешеве из Хелмна у склопу Операције 1005 која је спровођена како би се уклонили сви преостали докази операција масовних убистава. СС и полиција су убили око половину од 80-чланог одреда након што је посао завршен у новембру 1944. Немци су напустили логор смрти Хелмно 17. јануара 1945. када се Црвена армија приближила. У логору смрти Хелмно је од децембра 1941. и марта 1943. и у јуну и јулу 1944. убијено најмање 152.000 људи.

## Сведочења
Адолф Ајхман је сведочио о логору током свог суђења. Логор је посетио крајем 1942.
Возач душегупке, Валтер Бурмајстер је сведочио: 
Чим је рампа у замку подигнута, људи су почели да камионима стижу у Кулмхоф из Лицманштата (Лођ)… Људима је говорено да морају да се окупају, да њихова одећа мора да буде дезинфикована и да могу да предају све драгоцености пре него што се региструју…
Када би се свукли, слати су у подрум замка а затим дуж ходник на рампу, а одатле у душегупку. У замку су постојали путокази који су говорили „ка купатилима“. Душегупке су биле велики комбији, око 4-5 метара дугачки, 2,2 метра широки и 2 метра високи. Унутрашњи зидови су били постављени лимом. На поду је била дрвена решетка. Под је био отвор који је могао да буде спојен са ауспухом помоћу металне цеви. Када су камиони напуњени, дупла врата на задњој страни су затварана и ауспух је повезиван са унутрашњошћу камиона….

… би одмах затим укључивао мотор тако да се људи унутар камиона угуше од издувних гасова. Када би се ово догодило, веза између ауспуха и унутрашњости камиона би била уклоњена, а камион би био одвезен у лого ушуми где су тела изношена. У раним данима су закопавана у масовним гробницама, касније спаљивана. Након тога бих одвезао камион назад до замка и паркирао га тамо. Овде би он био очишћен од екскремената људи који су у њему умрли. Касније би поново био коришћен за убијање гасом.
Једине две особе за које се зна да су преживеле логор смрти Хелмно су Мордечај Подхлебник и Симон Сребник.